# Sinterfahne

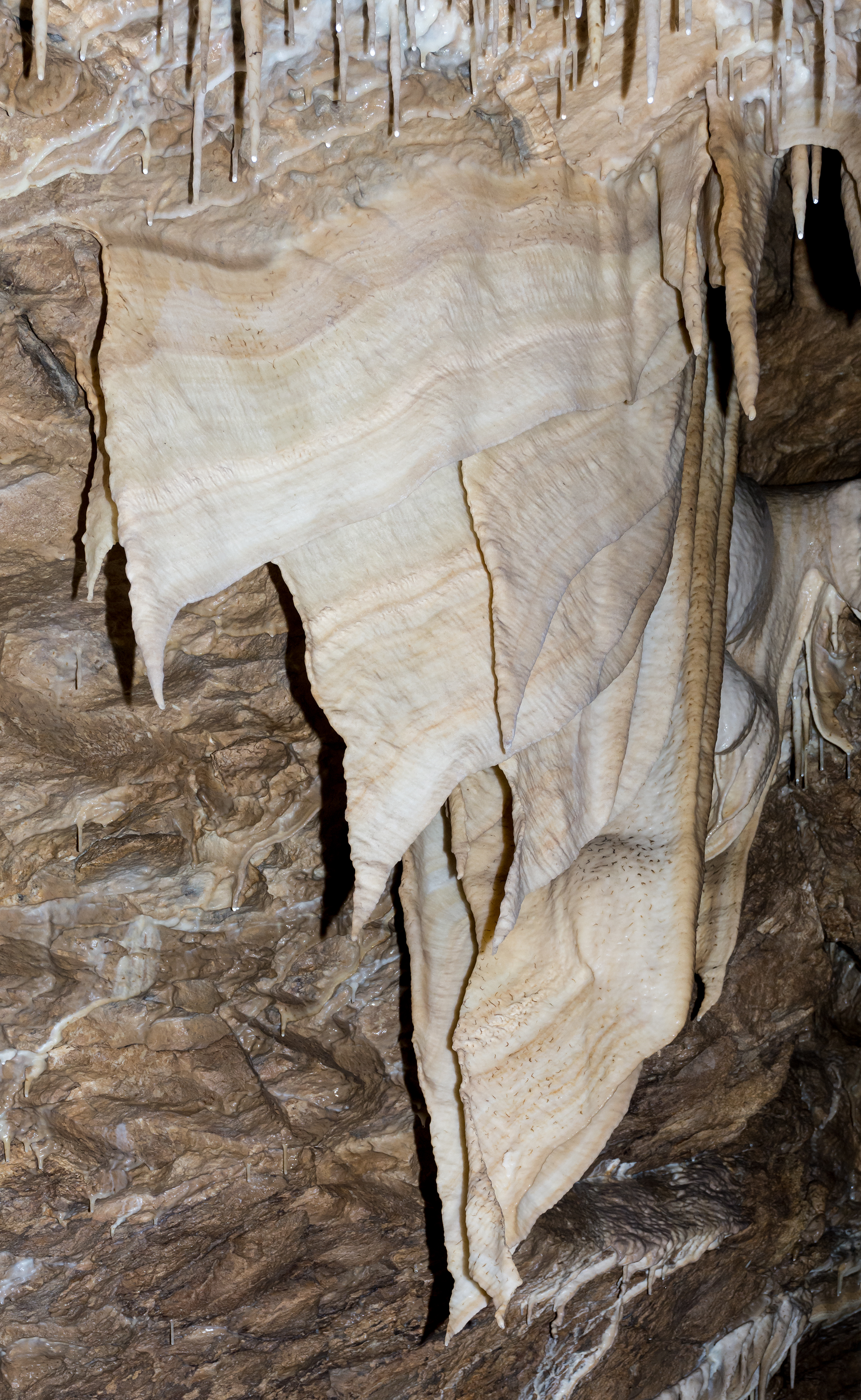
Sinterfahne in der Bärenhöhle von Kletno, Polen

Eine Sinterfahne oder Sintervorhang ist eine dünne, oft durchscheinende Ablagerung aus Kalzit, die sich in Höhlen bildet. Das Speläothem zeigt oft einen charakteristischen feinschichtig anmutenden Aufbau und ähnelt manchmal dem Faltenwurf eines Kleides.

## Entstehung
Abrinnendes Tropfwasser folgt einer Linie, die tiefer liegt als das umgebende Gestein. Der Wasserfaden folgt etwa vorspringenden Kanten und Felsvorsprüngen der Höhlendecke. Durch die zunächst wulstartige Sinterablagerung wird die Unebenheit der Höhlendecke noch verstärkt und die Linie des Abrinnens noch tiefer verlegt. Schließlich entstehen die durchscheinenden und annähernd parallel zur ursprünglichen Ansatzstelle an der Höhlendecke wachsenden Sinterfahnen, die durch schwankende mineralische Beimengungen sowie in der Größe variierende Kristallwachstumsbereiche (zonare Wachstumsbänder) ein charakteristisches Aussehen haben und deshalb gebändert erscheinen. Sie bilden oft wellenartig gefaltete Strukturen an oder nahe den Austrittsstellen von Kluftwasser. Die Breite einer Sinterfahne liegt in den meisten Fällen zwischen 5 und 20 Zentimetern. Bildungen, deren Breitenentwicklung an die Längserstreckung herankommt oder diese sogar übertrifft, werden als Sintervorhänge bezeichnet.